# بيروت (فلم)
بيروت هو فيلم تشويق وجاسوسية أُنتج في الولايات المتحدة وصدر في سنة 2018. الفيلم من إخراج براد أندرسون، وكتابة توني غيلروي، ومن بطولة جون هام وروزاموند بايك ودين نوريس ولاري باين. تم تصوير الفيلم في المغرب حيث بدأ تصويره في يونيو 2016، ويحكي الفيلم قصة دبلوماسي أميركي فرّ من بيروت في عام 1972 بعد حادث مأسوي تعرّضت له زوجته، ثم عاد بعد عشر سنوات أثناء الحرب الأهلية اللبنانية إلى بيروت بطلب من وكالة الاستخبارات المركزية الأميركية في مهمة لإنقاذ صديق له مخطوف على يد تنظيم متطرف.
 حقق الفيلم إيرادات تقدر بـ 5.6 مليون دولار.

## القصة
تدور أحداث الفيلم خلال فترة الحرب الأهلية في لبنان في سنة 1982، ويرتكز الفيلم على قصة دبلوماسي أمريكي «جون هام» الذي غادر لبنان عام 1972 بعد حادث مآساوي وقع في منزله ونتج عنه وفاة زوجته، وهذا الحادث نتج لأن الدبلوماسي كان يوظف طفلاً كان أخاه متورطاً بأحداث ميونخ، وفي أحد الليالي هجم أخاه مع مجموعة مسلحة لتخليص الطفل من قبضة الموساد الإسرائيلي بعد معرفتهم بوجوده في بيت الدبلوماسي. وبعد مرور 10 سنوات من مغادرة الدبلوماسي لبنان يتم استدعائه من قبل وكالة المخابرات المركزية للعودة إلى بيروت التي مزقتها الحرب الأهلية من أجل التفاوض مع قاتلي زوجته لإنقاذ حياة صديق قديم له، لكن يتفاجئ الدبلوماسي بأن المفاوض هو الطفل الذي رباه ويطلب الحرية لأخاه مقابل تحرير الرهينة الأمريكي. وبسبب وجود معارضين للصفقة من الجانب الأمريكي يواجه الدبلوماسي صعوبات في تحرير الرهينة ولكن بمساعدة واحدة من عناصر المخابرات المركزية قاما بحملة سرية لتحريره دون علم المخابرات المركزية.

## انتقادات
تم توجيه العديد من الانتقادات للفيلم وخاصة من لبنان، والتي رأى البعض من تصويره في المغرب تزييف للحقائق ولا يوجد لبنانيين فيه كما أن اللهجة المنطوقة غير لبنانية مما يجعل الفيلم بعيد عن واقع بيروت في سنة 1983، كما رأى آخرون أن الفيلم إهانة لسمعة لبنان خاصة في لقطات توضح قتل الناس في مرافق مهمة كالمطار، وبيع الجوالة الخضار على رصيف المطار. مما أدى لتوجيه دعاوي لحظر الفيلم في لبنان.

أما وزير الثقافة اللبناني غطاس خوري فانتقد الفيلم بشدة واعتبره يقدم صورة زائفة عن بيروت وقال في بيان له:

## وصلات خارجية
- مقالات تستعمل روابط فنية بلا صلة مع ويكي بيانات